# Caldearenas
Caldearenas (aragónul Candarenas) település Spanyolországban, Huesca tartományban. Caldearenas Arguis, Las Peñas de Riglos, Jaca, Sabiñánigo és Nueno községekkel határos. Lakosainak száma 237 fő (2024).

## Népesség
A település népessége az utóbbi években az alábbiak szerint változott:
| Lakosok száma | 252  | 270  | 244  | 246  | 231  | 208  | 216  | 229  | 222  | 237  |
|               | 2001 | 2004 | 2006 | 2009 | 2011 | 2014 | 2016 | 2019 | 2021 | 2024 |